# Étienne Bacrot
Étienne Bacrot (* 22. Januar 1983 in Lille) ist ein französischer Schachspieler der Weltelite. Er gewann achtmal die französische Einzelmeisterschaft.

## Leben
Étienne Bacrot begann mit Schach im Alter von vier Jahren. Als Zehnjähriger gewann er seine ersten internationalen Jugendmeisterschaften, u. a. die U10-Weltmeisterschaft 1993 in Szombathely und die U10-Europameisterschaft 1993 in Bratislava. In den Jahren 1994 und 1995 gewann er in Paris die U12-Europameisterschaft im Schnellschach und wurde in Szeged Zweiter der U12-Weltmeisterschaft, die er 1995 in São Lourenço gewann. Einer seiner ersten Trainer war der ehemalige UdSSR-Meister Josif Dorfman, später auch der 13. Schachweltmeister Garri Kasparow.
Im Jahre 1996 gelang Bacrot ein Wettkampfsieg gegen den Ex-Weltmeister Wassili Smyslow mit 5:1 (+4 =2 −0) in Albert, 1998 ein Erfolg (3,5:2,5, +1 =5 −0) über Robert Hübner in Albert und Berlin und 2002 ein 3,5:2,5-Erfolg über Boris Gelfand in Albert. 2001 spielte er 3:3 unentschieden (+1 =4 −1) gegen Emil Sutovsky in Albert.
Bacrot erzielte die für die Verleihung des Großmeistertitels benötigten drei Normen innerhalb eines halben Jahres: Die erste im Oktober 1996 in Jerewan, die zweite im Januar 1997 beim Corus-Turnier in Wijk aan Zee und im März 1997 seine letzte Norm beim Turnier von Enghien-les-Bains. Damit war er 1997 im Alter von 14 Jahren und zwei Monaten der damals weltweit jüngste Spieler, der den Großmeistertitel erspielen konnte (der gegenwärtige Rekordhalter ist Abhimanyu Mishra mit zwölf Jahren, vier Monaten und 25 Tagen).
Von 1999 bis 2003 wurde Bacrot fünfmal in Folge französischer Meister. Im Jahr 2002 gewann er das Turnier in Val-d’Isère nach Stichkampf gegen Joël Lautier. Bei der erstmals ausgetragenen Internet-Europameisterschaft unterlag Bacrot dem Israeli Emil Sutovsky im Finale mit 1,5:3,5. Bacrot gewann 2004 in Verona und besiegte Ivan Sokolov in Albert mit 3,5:2,5 (+2 =3 −1). Im gleichen Jahr gewann er bei der Französischen Mannschaftsmeisterschaft sämtliche elf von ihm gespielten Partien und erhielt als erster Franzose überhaupt eine Elo-Zahl von über 2700.
Im Jahr 2005 gelang ihm gemeinsam mit Viktor Bologan ein Sieg beim Weltklasseturnier in Poikowski, im gleichen Jahr in Dortmund ein geteilter zweiter Rang. Beim Weltpokal in Chanty-Mansijsk 2005 wurde Bacrot Dritter nach einem Sieg gegen Alexander Grischtschuk im Stichkampf und qualifizierte sich damit zum von der FIDE wieder eingeführten Kandidatenturnier zur Weltmeisterschaft. Dort schied er allerdings in der ersten Runde mit 0,5:3,5 gegen Gata Kamsky aus. Im August 2008 wurde er nach einem Stichkampfsieg (1,5:0,5) gegen Maxime Vachier-Lagrave erneut französischer Landesmeister. Im Februar 2009 gewann er mit 6,5 Punkten aus neun Runden das Aeroflot Open in Moskau nach Wertung vor dem ukrainischen Großmeister Alexander Moiseenko und sicherte sich damit eine Einladung zu den Dortmunder Schachtagen. Im Jahr 2012 gewann er zum siebten Mal die französische Einzelmeisterschaft, 2017 holte er nach einem Stichkampf gegen Laurent Fressinet erneut den Titel.
Bacrot lebt in Carqueiranne. Bacrot ist die Nr. 7 der Chess960-Weltrangliste (Stand: 1. Februar 2009) mit einer WNCA-IPS (Individual Player Strength der World New Chess Association) von 2761.

## Mannschaftsschach

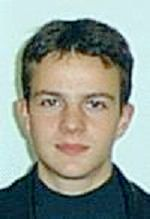
Étienne Bacrot (1999), Schachbundesliga in Porz

### Nationalmannschaft
Im Jahr 1996 spielte Bacrot – als 13-Jähriger – zum ersten Mal für die französische Nationalmannschaft bei einer Schacholympiade, seitdem hat er an insgesamt sechs Schacholympiaden (1996, 1998, 2002, 2006, 2008 und 2014) teilgenommen. Bei der Schacholympiade 2006 in Turin gewann er eine Einzel-Bronzemedaille für die drittbeste Elo-Leistung aller Teilnehmer. Zwischen 2001 und 2015 hat er an sieben Mannschaftseuropameisterschaften (2001, 2005, 2007, 2009, 2011, 2013 und 2015) teilgenommen, außer 2015 spielte er immer am Spitzenbrett der französischen Mannschaft. Mit der Mannschaft erreichte er 2001 in León und 2013 in Warschau den zweiten, 2005 in Göteborg den dritten Platz, in der Einzelwertung gelang ihm 2015 das zweitbeste Ergebnis am vierten Brett.

### Vereine
Bacrot spielte in Frankreich bis 2006 bei NAO Caissa, in der Saison 2006/07 beim Club de Chess 15 Paris, von der Saison 2007/08 bis zur Saison 2012/13 bei Marseille Echecs und seit der Saison 2014/15 bei Bischwiller. Er wurde 2003, 2004, 2005, 2006, 2011, 2015, 2018 und 2019 französischer Mannschaftsmeister.

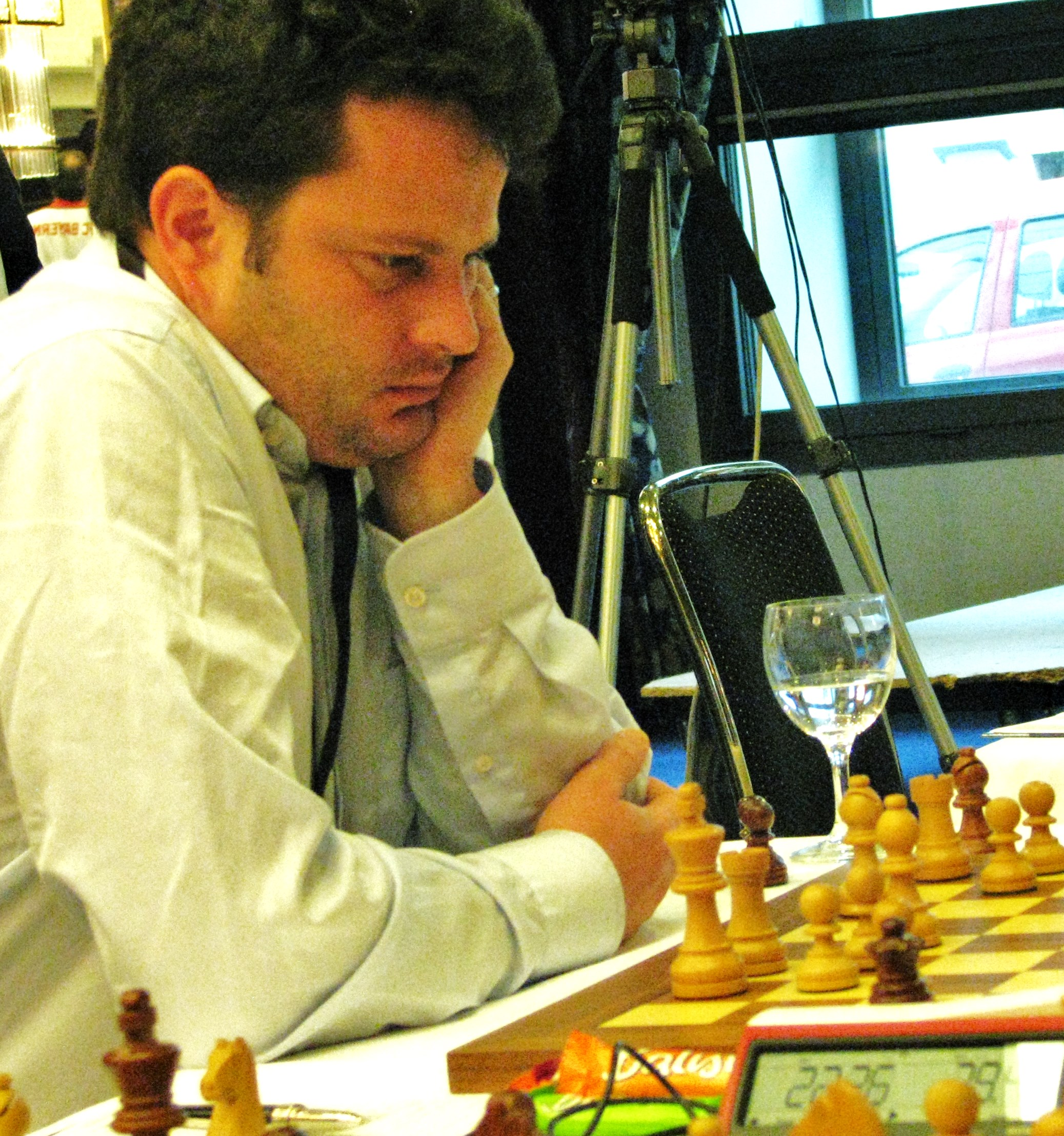
Für die OSG Baden-Baden bei der Bundesliga-Finalrunde 2017 in Berlin

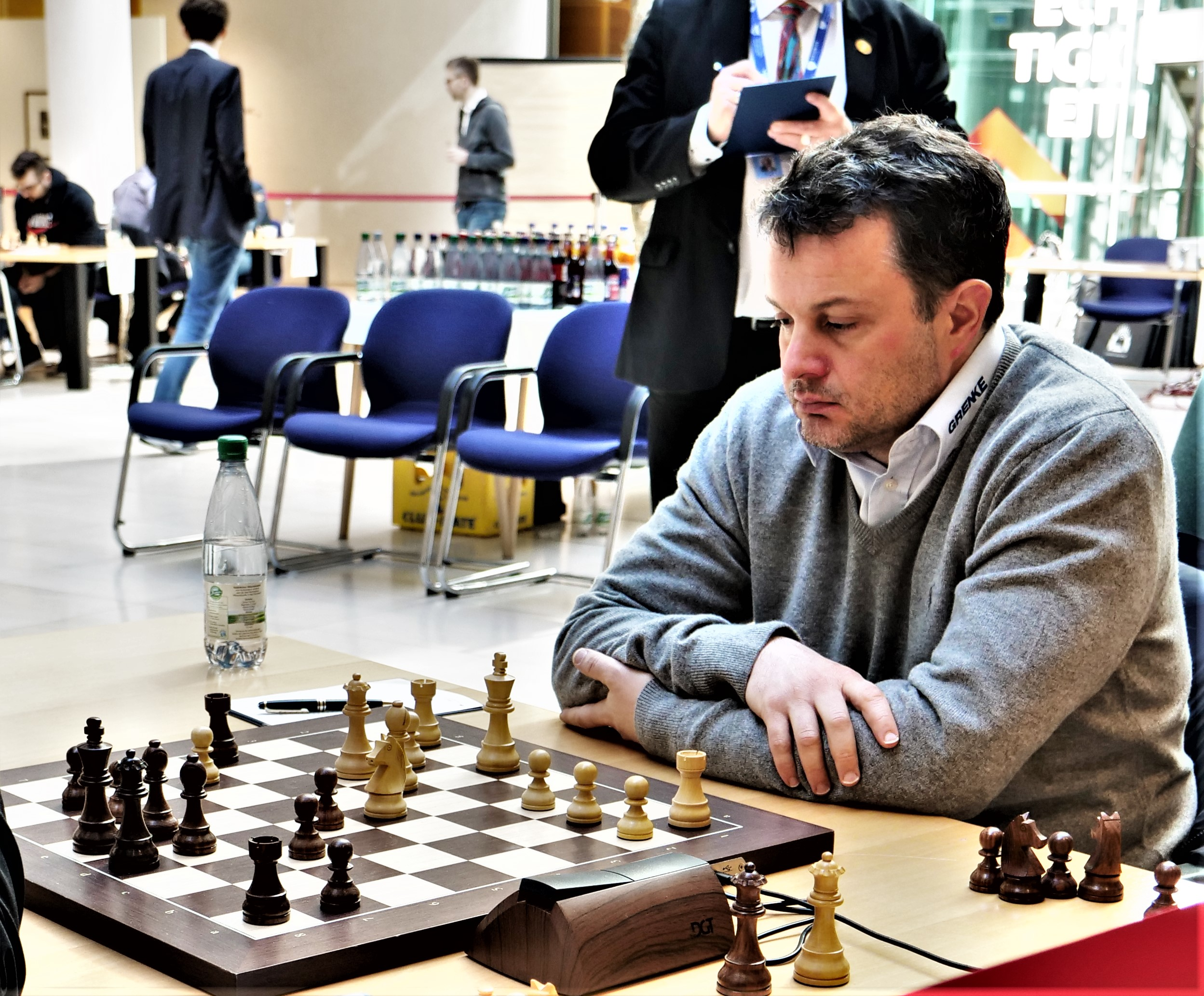
Am 2. April 2023 im Berliner Willy-Brandt-Haus

In der Schachbundesliga spielte Bacrot von 1999 bis 2002 bei der SG Porz, in der Saison 2003/04 bei der Bremer Schachgesellschaft von 1877, seit der Saison 2005/2006 spielt er für die OSG Baden-Baden. Er wurde 2000, 2006, 2007, 2008, 2009, 2010, 2011, 2012, 2013, 2014, 2015, 2017, 2018, 2019 und 2020 deutscher Mannschaftsmeister.
Bacrot gewann die britische Four Nations Chess League in der Saison 2009/10 mit Wood Green Hilsmark Kingfisher und in der Saison 2018/19 mit Guildford. In Spanien spielte Bacrot 2007 für CA Intel-Tiendas UPI Mancha Real, seit 2009 spielt er für die Mannschaft von Gros XT, mit der er 2011 Meister wurde.
Bacrot nahm zwölfmal am European Club Cup teil (1999 mit dem ŠK Kiseljak, 2002 bis 2005 mit NAO Caissa, 2007 bis 2009, 2011 und 2012 mit der OSG Baden-Baden, 2014 und 2015 mit Obiettivo Risarcimento Padova). Mit der Mannschaft gewann er den Wettbewerb 2003 und 2004, erreichte 2008 den zweiten sowie 1999 und 2005 den dritten Platz. In der Einzelwertung erreichte er 2008 das beste Ergebnis am zweiten Brett, 2003 am fünften sowie 2011 am dritten Brett jeweils das zweitbeste Ergebnis und 2014 am vierten Brett das drittbeste Ergebnis.